# توبين بل

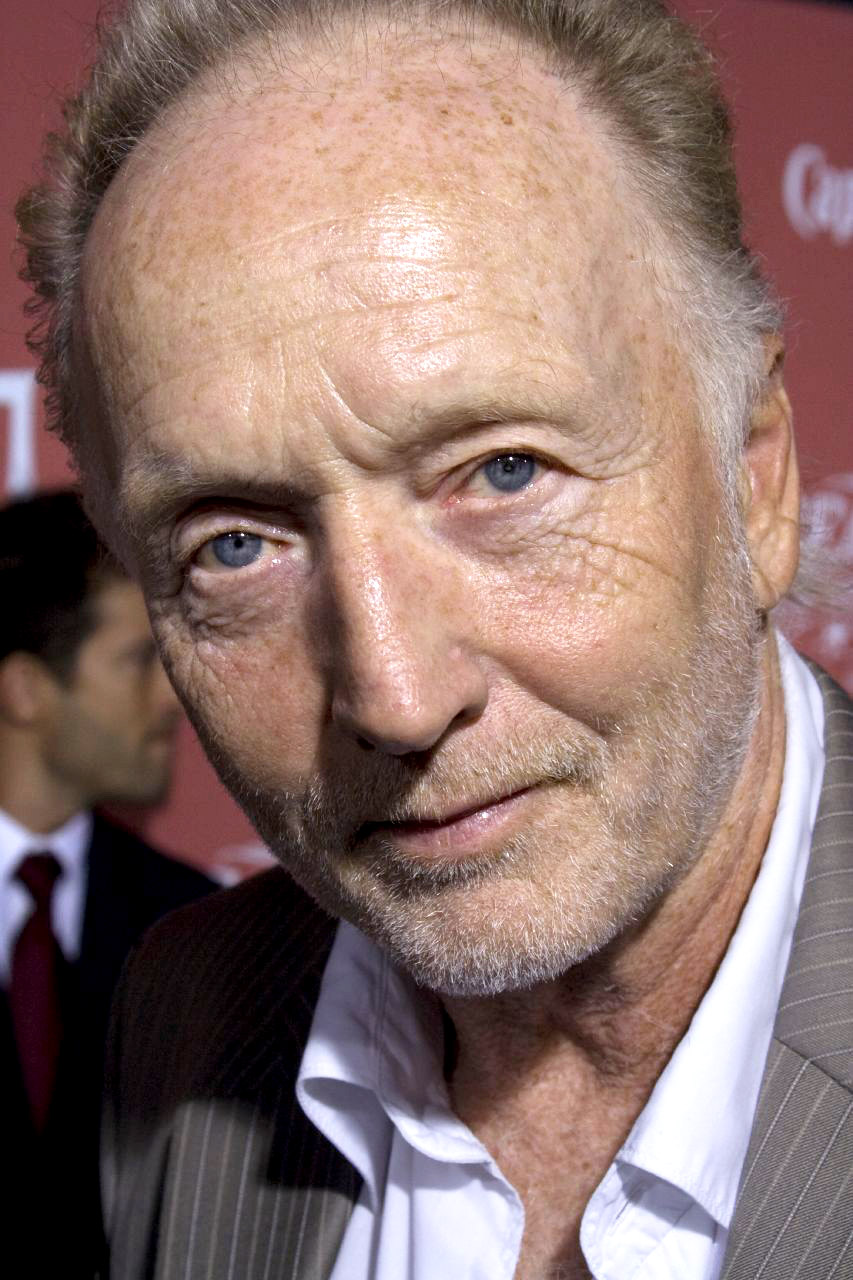
توبين بل

توبين بل (بالإنجليزية: Tobin Bell)‏ ممثل أمريكي من مواليد 7 أغسطس 1942، حاصل على 4 جوائز أوسكار عالمية
يتميز توبين بل كثيرًا بلعب أدوار الشر في أفلامه وكذلك أدوار القتل المتسلسل ومن أشهر أدواره دور القاتل جيجسو في سلسة أفلام الرعب سو SAW
وبجانب دور البطولة في أفلام سو فقد لعب توبين بل عدة أدوار شرفية في مسلسلات تليفزيونية مشهورة مثل : إكس فايلز وجوال تكساس ووكر وغيرها

## وصلات خارجية
- توبين بل على موقع IMDb (الإنجليزية)
- توبين بل على موقع روتن توميتوز (الإنجليزية)
- توبين بل على موقع ألو سيني (الفرنسية)
- توبين بل على موقع أول موفي (الإنجليزية)
- توبين بل على موقع قاعدة بيانات الأفلام السويدية (السويدية)
- توبين بل على موقع إن إن دي بي (الإنجليزية)
- توبين بل على موقع قاعدة بيانات الفيلم (الإنجليزية)
- توبين بل على موقع كينوبويسك (الروسية)
- موقع توبين بل الرسمي
- صفحة توبين بل في IMDB

1. ↑  Tobin Bell carves out a niche as ‘Jigsaw’ (بالإنجليزية), Santa Ana, 23 Oct 2008, ISSN:0886-4934, OCLC:12199155, QID:Q2413231{{استشهاد}}:  صيانة الاستشهاد: مكان بدون ناشر (link)